# 韦务静
韦务静（？—？），滑州韦城县（今河南省安阳市滑县）人，祖籍京兆郡杜陵县（今陕西省西安市），出自京兆韦氏东眷，唐朝官员。

## 生平
汲师担任监察御史时，去巡视万年县的监狱，万年县县令因出现差错而出迎迟到，汲师很生气，没有去看望李乾佑就走了，李乾佑记恨在心。李乾佑不久也到各地去巡察，韦务静与汲师是同乡，他在李乾佑手下任判官。这时正好唐太宗李世民下诏任命李乾佑担任御史中丞，李乾佑回头对韦务静说：“你的同乡可以离朝，你应该上来了。”于是汲师被降职为新乐县县令。貞觀二年二月九日（628年3月19日），御史大夫李乾佑上奏增加两名监察御史，以李义琛和韦务静担任。

## 家族

### 五代祖
- 韦珍，北魏镇远将军、太尉咨议参军[2][4]

### 高祖
- 韦彧，北魏持节、征虏将军、都督征豳军事，兼七兵尚书、西道行台、阴盘文烈男[2][4]

### 儿子
- 韦光业，唐朝光州刺史[2]

### 孙子
- 韦南金，唐朝兖州都督[2]

### 曾孙女
- 韦氏，嫁唐朝千牛卫录事崔绚